# 波音RC-135
波音RC-135是由波音负责平台制造，通用动力、洛克希德、沃特和L3科技等承包商改装的一系列侦察机，服役于美国空军和英国皇家空军，负责提供战地实时信息搜寻、收集、处理并向友方军事单位提供信息支援。波音RC-135从C-135运输机发展而来，后者是美国空军使用最广泛，机型最多样化的空中载台，最早一批RC-135从1961年开始服役于美国空军。在波音公司内部，C-135和KC-135机型的代号为“型号717”，而绝大多数现役RC-135（除英国皇家空军的RC-135W以外）代号为“型号739”。RC-135经历了几十年不断的迭代改装，衍生了一系列适用于不同需求的各型号侦察机。

## 设计与发展

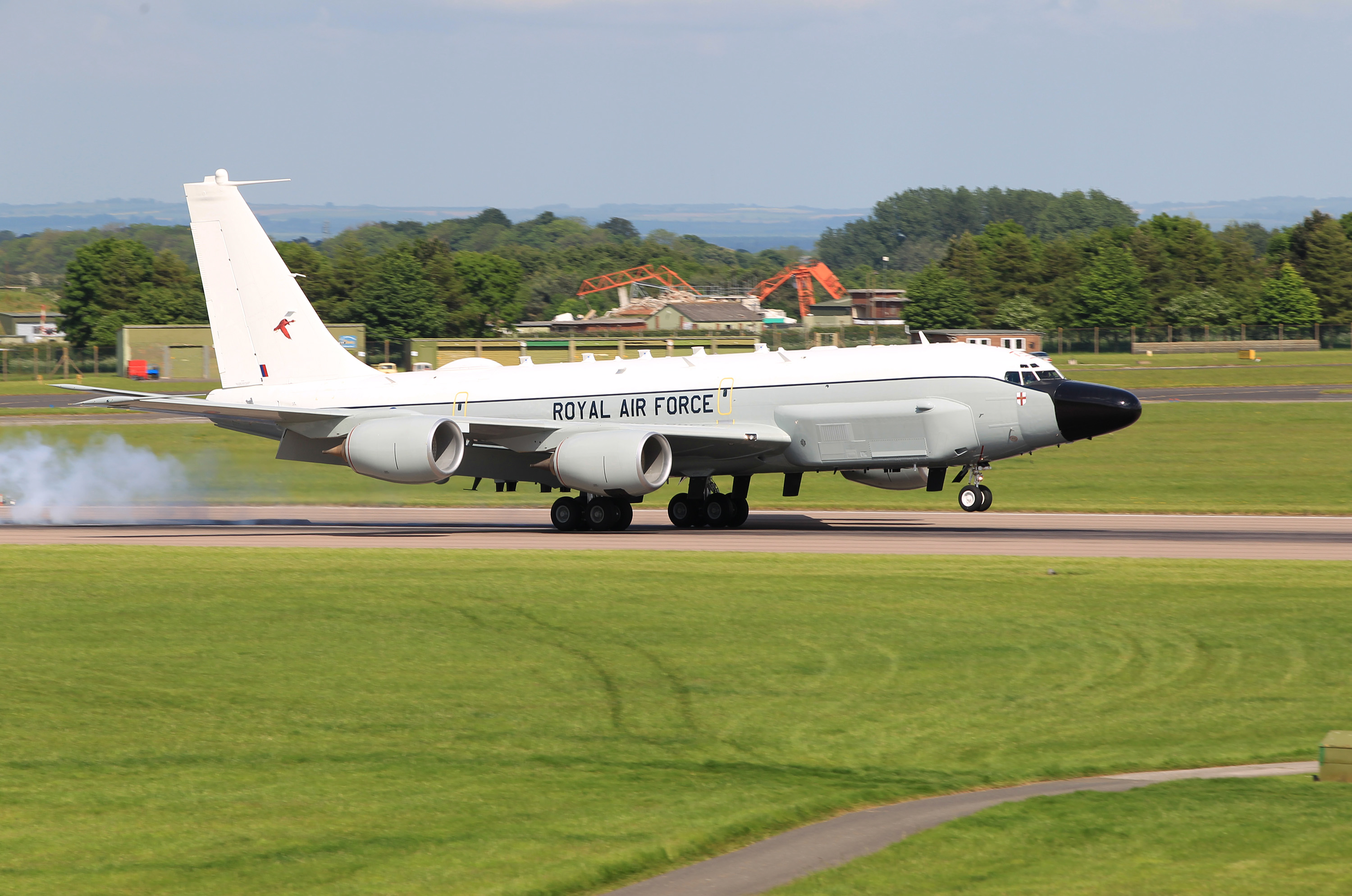
RC-135W

1962年，美国空军订购了RC-135家族的第一架飞机RC-135A，以替代B-50超级堡垒轰炸机。起先空军订购了九架，后来减为四架。虽然波音为其订了新的内部代号739-700，但实际上第一批四架RC-135是由当时已经在生产线上的KC-135A改装而来，使用的也是于KC-135A相同型号的普惠J57涡扇发动机，但在原本KC-135A前置油箱的位置，装上了相机系统。RC-135主要任务是拍摄以及测绘地面目标，但不具备空中加油功能。
随后美国空军又订购了一批RC-135B，用来代替波音RB-47H来执行电子侦察任务。RC-135B上改装了新的普惠TF33涡扇发动机。1965年起，有十架这一型的飞机在波音出厂后直接送到马丁航空进行机上电子设备的加装和调试。1967年，这批飞机合并为一批RC-135C并进入空军服役。原本在KC-135加油机上的加油操作员舱室被移除，放置了一台KA-59相机。从外部看，这一型的飞机在机翼前的机身两侧，有明显的突起，以容纳庞大的照相测绘装置。
RC-135B是由生产线上新制造出场的飞机直接改装，这以后的135家族侦察机均非新飞机，而是由这些RC-135B，或是由加油机、运输机改装而来。
2005年，美军对RC-135家族侦察机的机身，导航及动力系统进行了全新的现代化改装，包括拆除老旧的TF33发动机，换装四台全新的CFM56发动机，并采用了玻璃驾驶舱以替换老旧复杂的仪表板等。

### 类似平台
- 波音C-135运输机
- KC-135空中加油机
- 波音EC-135
- WC-135核侦察机